# Spicara axillaris
Spicara axillaris is een  straalvinnige vissensoort uit de familie van picarellen (Centracanthidae). De wetenschappelijke naam van de soort is voor het eerst geldig gepubliceerd in 1900 door Boulenger.
De soort staat op de Rode Lijst van de IUCN als niet bedreigd, beoordelingsjaar 2009.